# وعده (شعر)

| هر وعده که دادند به ما باد هوا بود |  | هر نکته که گفتند غلط بود و ریا بود  |
| چوپانی این گله به گرگان بسپردند    |  | این شیوه و این قاعده‌ها رسم کجا بود؟ |
| رندان به چپاول سر این سفره نشستند  |  | اینها همه از غفلت و بی‌حالی ما بود!  |
| خوردند و شکستند و دریدند و تکاندند |  | هر چیز در این خانه بی‌برگ و نوا بود  |
| گفتند چنینیم و چنانیم؛ دریغا       |  | این‌ها همه لالایی خواباندن ما بود    |
| ای‌کاش درِ دیزیِ ما بازنمی‌ماند        |  | یا کاش که در گربه کمی شرم و حیا بود |

وعده که با نام عدالت کجایی؟ نیز شناخته می‌شود، قطعه شعری منسوب به ایرج میرزا است که درون‌مایهٔ سیاسی اعتراضی دارد و در اعتراضات مدنی و سیاسی در ایران استفاده می‌شود.
این شعر در اعتراضات ۱۳۹۶ و اعتراضات آبان و دی ۱۳۹۸ در ایران مورد توجه ویژه قرار گرفت و معترضان هم‌نوا با هم، با اضافه کردن عبارت عدالت کجایی؟ بین ابیات، این قطعه شعر را زمزمه می‌کردند.

## عدالت (ترانه)
این شعر در جریان اعتراضات سال ۱۳۹۸ ایران توسط عرفان و جی‌دال در آهنگی تحت عنوان «عدالت» بازخوانی شد.

## اثرگذاری‌ها
سحر جعفری جوزانی، بازیگر ایرانی، با انتشار دکلمه‌ای از این شعر، آن را مناسب آن اعتراضات خواند.